# 侯永奎
侯永奎（1911年—1981年），男，直隶（今河北）饶阳人，中国北方昆曲表演艺术家。

## 家庭
父亲侯益才，叔父侯益泰（或太）。